# 달천고등학교
달천고등학교(達川高等學校)는 대한민국 울산광역시 북구 달천동에 있는 공립 고등학교이다.

## 학교 연혁
- 2007년 12월 14일 : 달천고등학교 10학급 설립인가
- 2009년 3월 2일 : 초대 홍종만 교장 취임
- 2009년 3월 4일 : 개교(제1회 입학식 10학급 405명)
- 2009년 6월 12일 : 달천고등학교 개교식
- 2012년 2월 17일 : 제1회 졸업식(10학급 401명, 총 졸업생 401명)
- 2024년 3월 1일 : 제7대 박종두 교장 취임
- 2025년 2월 5일 : 제14회 졸업식 (257명, 총 4,547명)
- 2025년 3월 4일 : 제17회 입학식(284명)

## 참고 자료
- 달천고등학교 - 한국교육학술정보원 학교알리미